# Alexandre José Montanha
Alexandre José Montanha (Lisboa, 28 de março de 1730 — Lisboa, 12 de novembro de 1800) foi um engenheiro militar e cartógrafo português, que elaborou diversas plantas e fortificações no Brasil, inclusive o primeiro traçado da cidade de Porto Alegre.

## Biografia

### Nascimento e família
Nasceu em Lisboa, bairro da Pena, em 28 de março de 1730, sendo batizado na Igreja de Nossa Senhora da Pena em 10 de abril do mesmo ano. Filho do segundo casamento do escrevente José da Costa Montanha, que também exerceu o ofício de secretário do Conde de Vale de Reis, e de Leocádia Teresa da Rosa, que foi “dona de casa” da Condessa de Valadares. É neto, pelo tronco paterno, do impressor Diogo Ribeiro Carreira e de Izabel Delgada e, pelo materno, do Capitão e Escrivão da Fazenda Real na praça de Cacheu José da Rosa Pinto e de Josefa Maria Rosa.
José da Costa Montanha casou-se duas vezes: a primeira, em 7 de setembro de 1754, com D. Maria Caetana de Azevedo e Ataíde, natural de Lisboa e filha de António Monteiro de Ataíde e D. Teodora de Azevedo; e a segunda, a 19 de agosto de 1792, com Maria Rita Doroteia Lisboa, também de Lisboa e filha de José Francisco Lisboa e Eufrásia Teresa Rosa. Teve dois filhos, José Alexandre Montanha e Mariana Gertrudes Montanha, sendo ambos oriundos do primeiro matrimônio.

### Formação militar e início de Carreira
Durante a infância e a adolescência, Alexandre José Montanha recebeu uma nobre educação ainda na casa de seus pais. Logo em seguida, foi para a Casa dos Calhariz onde desempenhou o ofício de escudeiro da Princesa de Holstein, Maria Anna Leopoldina von Schleswig-Holstein-Sonderburg-Beck, esposa de D. Manoel de Souza, Conde de Calhariz, de onde partiu para aprender Engenharia. Estudou na Academia Militar da Corte, onde aprendeu aritmética, desenho, álgebra, geometria, fortificação de praça e campanha, hidráulica e trigonometria plana. Entre os anos de 1756 e 1765, Alexandre José Montanha aparece frequentemente como avaliador em autos de medição, e também como colaborador em Autos de Posse e Avaliações, trabalhando na condição de Ajudante, e mais tarde como Praticante da Aula Militar.
Após o Sismo de Lisboa de 1755, participou do processo de reedificação da cidade elaborando um documento técnico, que é aprovado em 29 de dezembro de 1760, intitulado “Discurso sobre a avaliação dos Terrenos, que devem comprar ou vender os proprietários das Casas, que foram inteiramente demolidas pelo terremoto do [dia] primeiro de novembro de mil setecentos cinquenta e cinco, e incêndio a ele sucessivo”. Neste documento, é ilustrado de modo eloquente as regras que permitiram contabilizar os acertos necessários para a adequação da área das propriedades antigas ao sistema modular da arquitetura dos novos lotes.
Em 1763, Alexandre José Montanha atuou como ajudante de infantaria com exercício de engenheiro em Abrantes, Portugal. Dois anos mais tarde, em 23 de julho 1765, é promovido ao posto de Capitão com o mesmo exercício de engenheiro para ir servir no Rio de Janeiro durante 6 anos, recebendo o soldo de 24$000 de réis por mês.

### Atuação no Brasil
No Brasil, Alexandre José Montanha ficou de 25 de outubro de 1765 a 30 de julho de 1791. Desse período, ficou 15 anos em Rio Grande de São Pedro (atual estado do Rio Grande do Sul), voltando em 1780 para o Rio de Janeiro. 
Já no ano seguinte de sua chegada ao Brasil, Montanha ingressou na Ordem de Cristo por meio de uma diligência de habilitação, sendo aprovado pela Mesa da Consciência e Ordens em 10 de dezembro de 1766 e autorizado a receber o hábito no Rio de Janeiro, com tença de 40 mil réis, bem como uma licença para poder reparti-la, o que fez do seguinte modo: 8 mil réis para a esposa Maria Caetana de Azevedo e Ataíde, 8 mil réis para a filha Mariana Gertrudes e 12 mil réis para o filho José Alexandre.
Em abril de 1771, Montanha fez outras duas plantas sob ordem do então Governador do Rio Grande do Sul José Marcelino de Figueiredo: a de Tibiquary (atual cidade de Taquari) em documento intitulado “Plano do terreno que mostra a devizão das dattas dos casais [açorianos] que formão a villa do sr. São Jozé de Tibiquary”; e a de Santo Amaro através do “Plano de devizão das dattas dos prim"' vinte cazaes que formão a povoação de Sto. Amaro”.
No ano seguinte, fez o traçado inicial da cidade de Porto Alegre, quando foi convocado para demarcar as meias datas para os casais moradores do Porto de Viamão, na qual lhe foi também demandado “que deixe suficiente terreno para a nova freguesia”, que neste caso dizia respeito à Freguesia de São Francisco do Porto dos Casais, primeiro nome dado à cidade de Porto Alegre.
Como obra de maior destaque, aponta-se para o Mappa geográfico, que cobre de São Paulo à Rio Grande, e que foi sendo gradativamente atualizado entre os anos de 1773. Iniciada por Montanha, sua primeira versão foi denominada "Mappa Geografico de uma Parte da América Meridional”; sendo finalmente entregue, após o recebimento de acréscimos por parte de um outro militar, na data de seu retorno ao Rio de Janeiro em 1780. Na referida obra, estão representadas na cor vermelha as posses portuguesas e em amarelo as posses espanholas dentro do Rio Grande do Sul, ao passo que na cor verde estão os espaços que, gradativamente, foram sendo retomados por Portugal entre os anos de 1773 e 1780. Tratava-se, na realidade, de um documento que visava trazer informações geoestratégicas, quase que "em tempo real", que corroborassem no sentido de fazer valer as pretensões cartográficas, estritamente vinculadas ao projeto imperial lusitano. 
Para além da elaboração de plantas e mapas, Alexandre José Montanha também desempenhou os papéis de “planejar fortificações que tinham como o objetivo a defesa de algumas localidades importantes tendo em vista as invasões castelhanas, reformar fortificações que se encontravam em condições frágeis bem como fazer o levantamento dos fortes construídos pelos espanhóis na Vila de Rio Grande. Assim o fez, quando construiu o Forte de Lagamar nos fins de 1774; a “Planta dos Fortes construídos pelos Castelhanos na margem Meridional de Rio Grande de São Pedro” em 1776 que, por mais que não haja menção direta à autoria, a letra é de Montanha; a “Planta e perfil do Forte de São José da Barra do Rio Grande de São Pedro” e o “Plano da Fortaleza de Arroyo, situada légua e meia distante da Vila de São Pedro do Rio Grande”, ambos em 1777. Além dessas produções, é também de sua autoria, ainda que não haja menção à data de sua confecção, o desenho de um “exagono fortificado pelo sistema Vauban”.
Em 20 de novembro de 1780, Alexandre José Montanha foi promovido para o posto de Sargento-mor de Infantaria, mantendo sempre o exercício de engenheiro. No ano seguinte, Montanha envolveu-se em uma disputa judicial, contra Vicente Estácio Pereira, pela posse de uma sesmaria, localizada na Freguesia de Nosso Senhor do Triunfo (atual município de Triunfo, no Rio Grande do Sul), a qual lhe foi concedida pelo fato do mesmo ter “servido a Sua Magᵉ [Magestade] neste Continente em o decurso de muitos annos, sendo parte deste tempo de guerra, e por consequencia de laboriozo trabalho para elle”. 
Às vésperas de sua volta para Portugal, Montanha foi ainda promovido para o posto de Tenente-Coronel em 16 de maio de 1791.

### Anos finais da vida: a volta ao Reino
No ano seguinte de seu retorno ao Reino, Montanha é gratificado pela Rainha Maria I com uma tença de 88 mil réis em 6 de fevereiro de 1792, bem como condecorado com o hábito da Ordem de Santiago de Espada. Achando-se gravemente enfermo, Alexandre José Montanha fez testamento em 11 de novembro de 1800 e  faleceu no dia seguinte  em Lisboa, Mercês.

## Rua Capitão Montanha
Em sua homenagem, existem atualmente quatro ruas que recebem o nome de Capitão Montanha, todas no Estado do Rio Grande do Sul: no centro da cidade Porto Alegre, em Gravataí, em Novo Hamburgo e em Sapiranga.